# Iwan Dudionkow
Iwan Grigorjewicz Dudionkow (ros. Иван Григорьевич Дудёнков, ur. 29 sierpnia 1929 we wsi Bajka w guberni penzeńskiej, zm. 26 listopada 2004 w Moskwie) – radziecki polityk, przewodniczący Komitetu Wykonawczego Rady Obwodowej w Astrachaniu (1969-1974).
Od 1951 w WKP(b), 1952 ukończył wyższą techniczną szkołę rybną w Astrachaniu, 1952-1955 główny inżynier i dyrektor stanicy w obwodzie astrachańskim, 1955-1957 sekretarz i II sekretarz, a 1957-1961 I sekretarz rejonowego komitetu KPZR w obwodzie astrachańskim. W 1961 kierownik wydziału propagandy i agitacji Komitetu Obwodowego KPZR w Astrachaniu, 1961-1969 II sekretarz Komitetu Obwodowego KPZR w Astrachaniu, 1969-1974 przewodniczący Komitetu Wykonawczego Astrachańskiej Rady Obwodowej. Od 7 października 1974 do 3 kwietnia 1990 minister Rosyjskiej FSRR, następnie na emeryturze. Po rozpadzie ZSRR przewodniczący zarządu banku komercyjnego w Moskwie.

## Odznaczenia
- Order Lenina
- Order Rewolucji Październikowej
- Order Czerwonego Sztandaru Pracy
- Order „Znak Honoru”

I wiele medali.